# Rue Saint-Benoît (Paris)
Pour les articles homonymes, voir Rue Saint-Benoît.
La rue Saint-Benoît est une voie située dans le quartier Saint-Germain-des-Prés du 6e arrondissement de Paris.

## Situation et accès
Longue de 177 m, elle commence au 31, rue Jacob et se termine au 170, boulevard Saint-Germain. 
Le quartier est desservi par la ligne 4 à la station Saint-Germain-des-Prés.

## Origine du nom

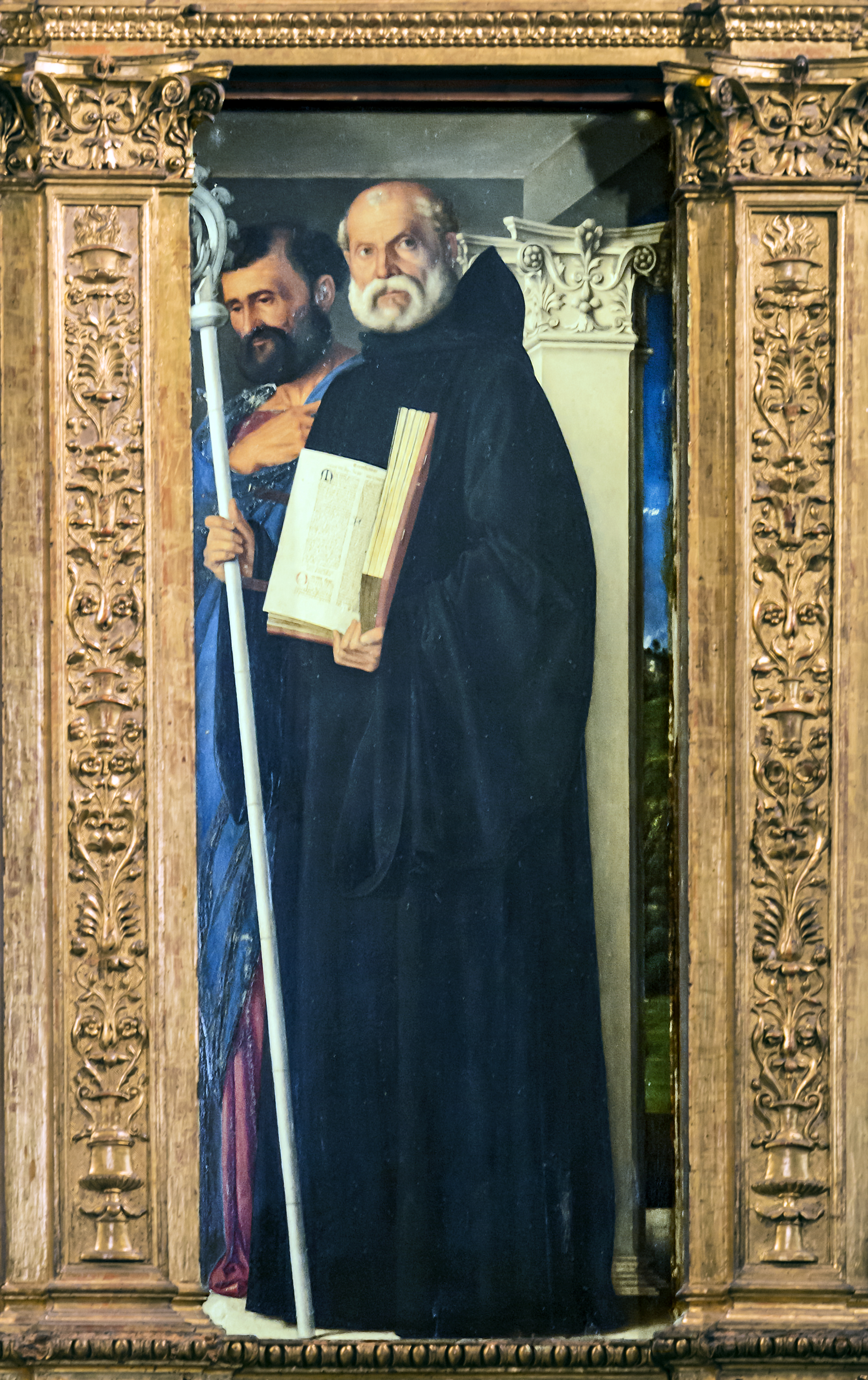
Saint Benoît.

Cette rue a pris le nom de saint Benoît, fondateur de l'ordre de Saint-Benoît (ordre des Bénédictins) au VIe siècle, en rapport à son voisinage de l'ancienne abbaye de Saint-Germain-des-Prés.

## Historique
Cette voie est ouverte sur l'emplacement d'un ancien fossé de l'enceinte de l'abbaye de Saint-Germain des Prés sous le nom de « rue de l'Égout » ou « rue des Égouts » en 1640, puis « rue des Fossés-Saint-Germain » en 1740 et enfin « rue Saint-Benoît » à partir de 1742.
On pouvait accéder à l'enclos de l'abbaye par le biais de la porte Saint-Benoît qui donnait sur le passage Saint-Benoît.
La cour du Dragon commençait au 42, rue Saint-Benoît.
La rue se terminait à l'origine sur le carrefour Saint-Benoît où convergeaient également la rue Sainte-Marguerite (actuelle rue Gozlin), la rue de l'Égout et la rue Taranne. Le prolongement de la rue de Rennes, déclaré d'utilité publique par le décret du 28 juillet 1866, entraine la disparition du carrefour Saint-Benoît et de la partie de la rue Saint-Benoît au-delà du no 30.
Le quadrilatère compris entre les rues de l'Échaudé, Gozlin, Saint-Benoît et Jacob marque les limites l'enclos de l'abbaye de Saint-Germain-des-Prés.

## Bâtiments remarquables et lieux de mémoire
Dans cette petite rue, il y a de nombreux restaurants qui se côtoient ou se font face, avec des enseignes pérennes ou au contraire très volatiles. On peut relever : Le Relais de l'Entrecôte (naguère L'Entrecôte) au no 20 ; L’Épicerie (disparue) ; le Petit Saint-Benoît , au no 4 ; L’Assiette au beurre (disparue) ; Au Saint-Benoît , au no 26 ; le Café de Flore (au coin du boulevard Saint-Germain) ; la Brasserie Saint-Benoît ; Au Pied de fouet ; Chez Papa, au no 3 ; Les Mots passants ; La Société (entrée principale par la place Saint-Germain-des-Prés) ; le restaurant japonais Yen, au no 22 ; la Galerie 31, café-restaurant artistique (au coin de la rue Jacob).

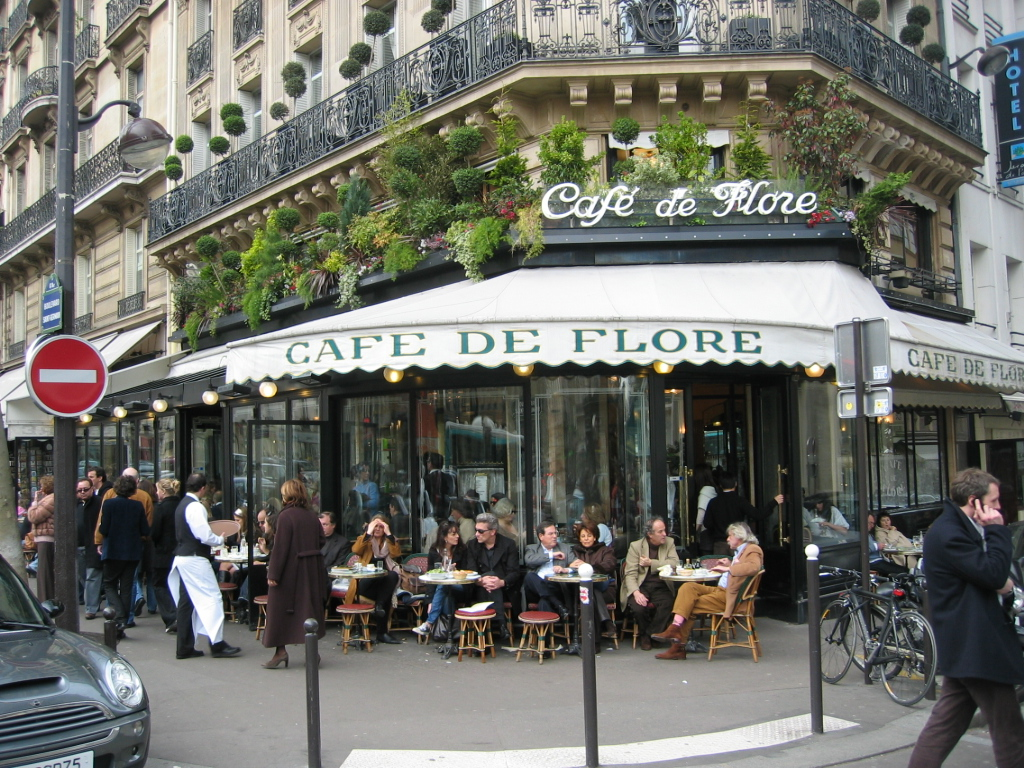
Café de Flore.
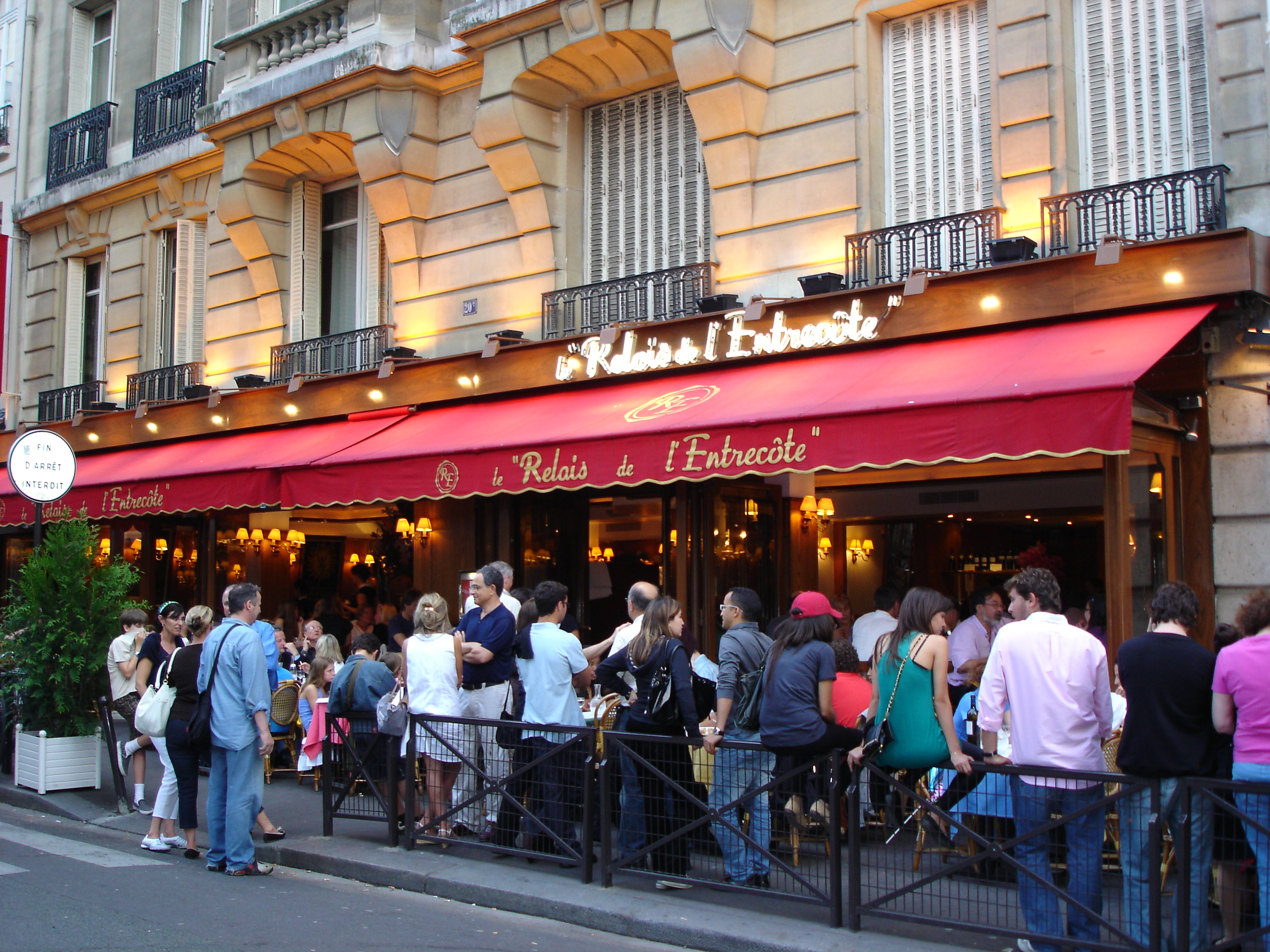
Le Relais de l'Entrecôte.

- No 3 : un restaurant-club de jazz parisien Chez Papa.
- No 4 : un restaurant traditionnel créé à la fin du XIXe siècle qui a conservé son nom, avec un cadre et une carte presque inchangés dans leur esprit : le Petit Saint-Benoît.
- No 5 : le poète Léo Larguier y a vécu trente ans ; la romancière Marguerite Duras aussi de 1942 à 1996. Deux plaques leur rendent hommage. L'écrivain Ramon Fernandez y a également habité à partir de 1942, et y est mort le 3 août 1944. Fasciste et collaborationniste notoire, il figure dans L'Amant, le roman de Duras, ainsi que son épouse, Betty, qui sera tondue à la Libération.

Plaques commémoratives
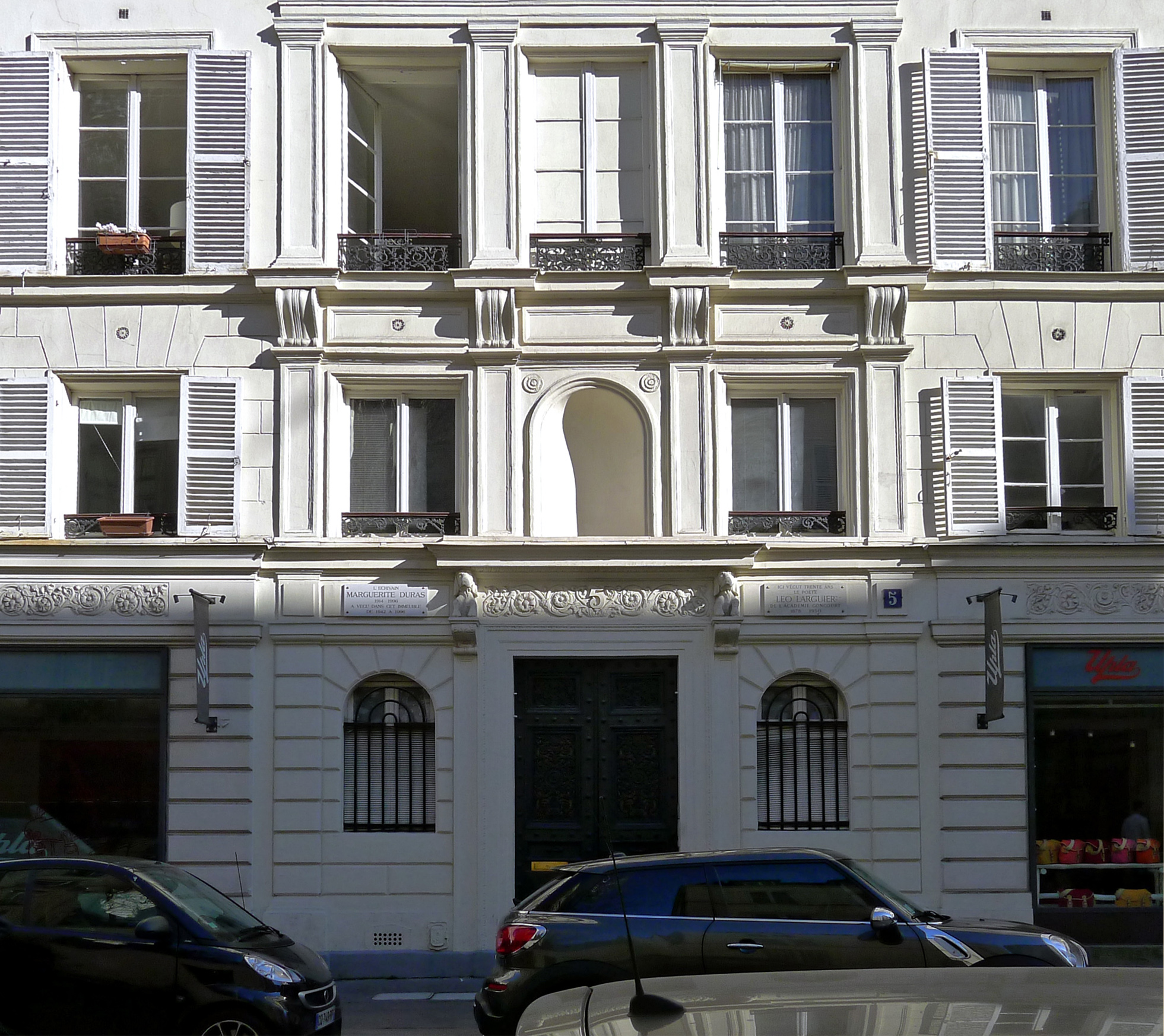
Le no 5 de la rue
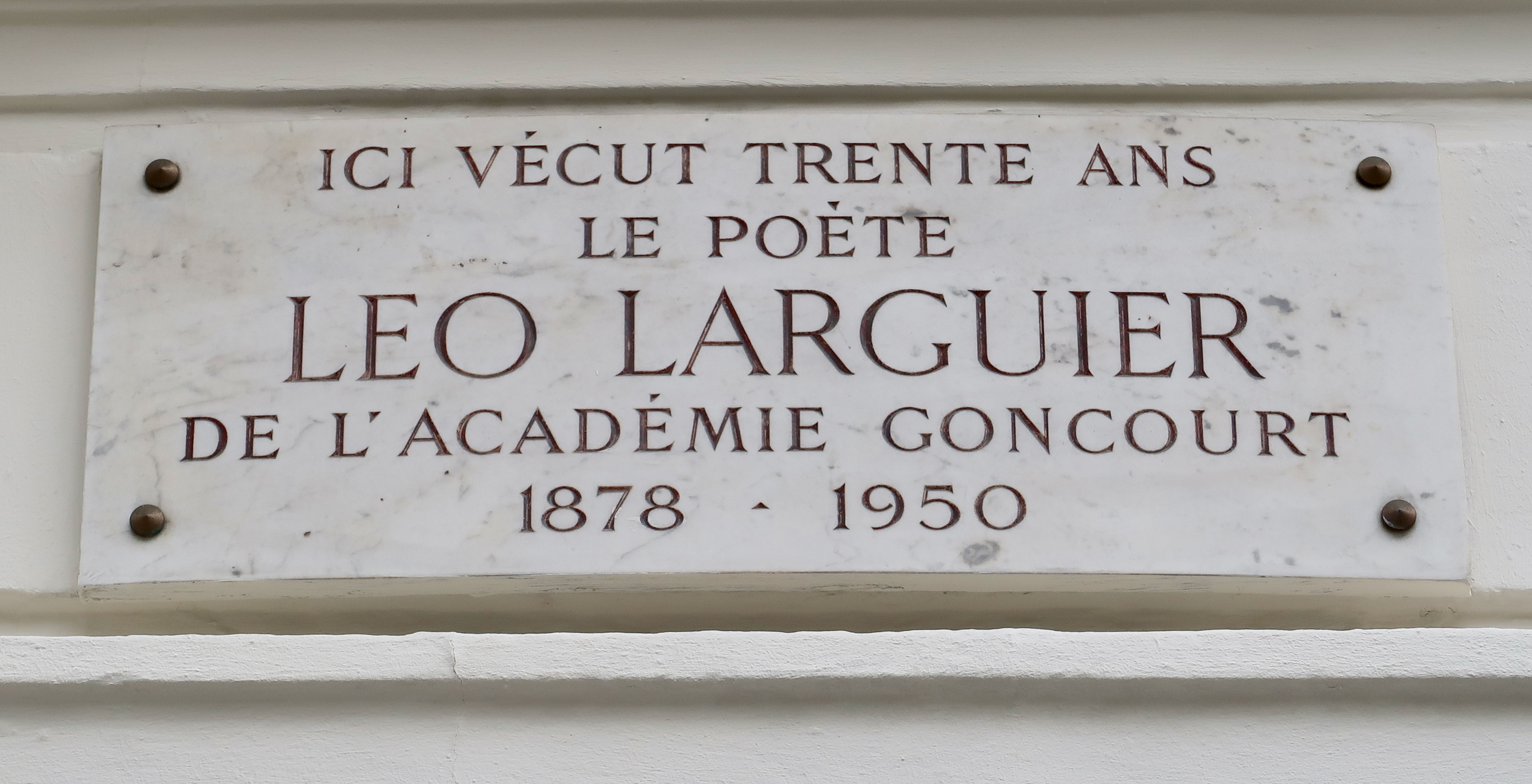
Plaque en hommage à Léo Larguier.
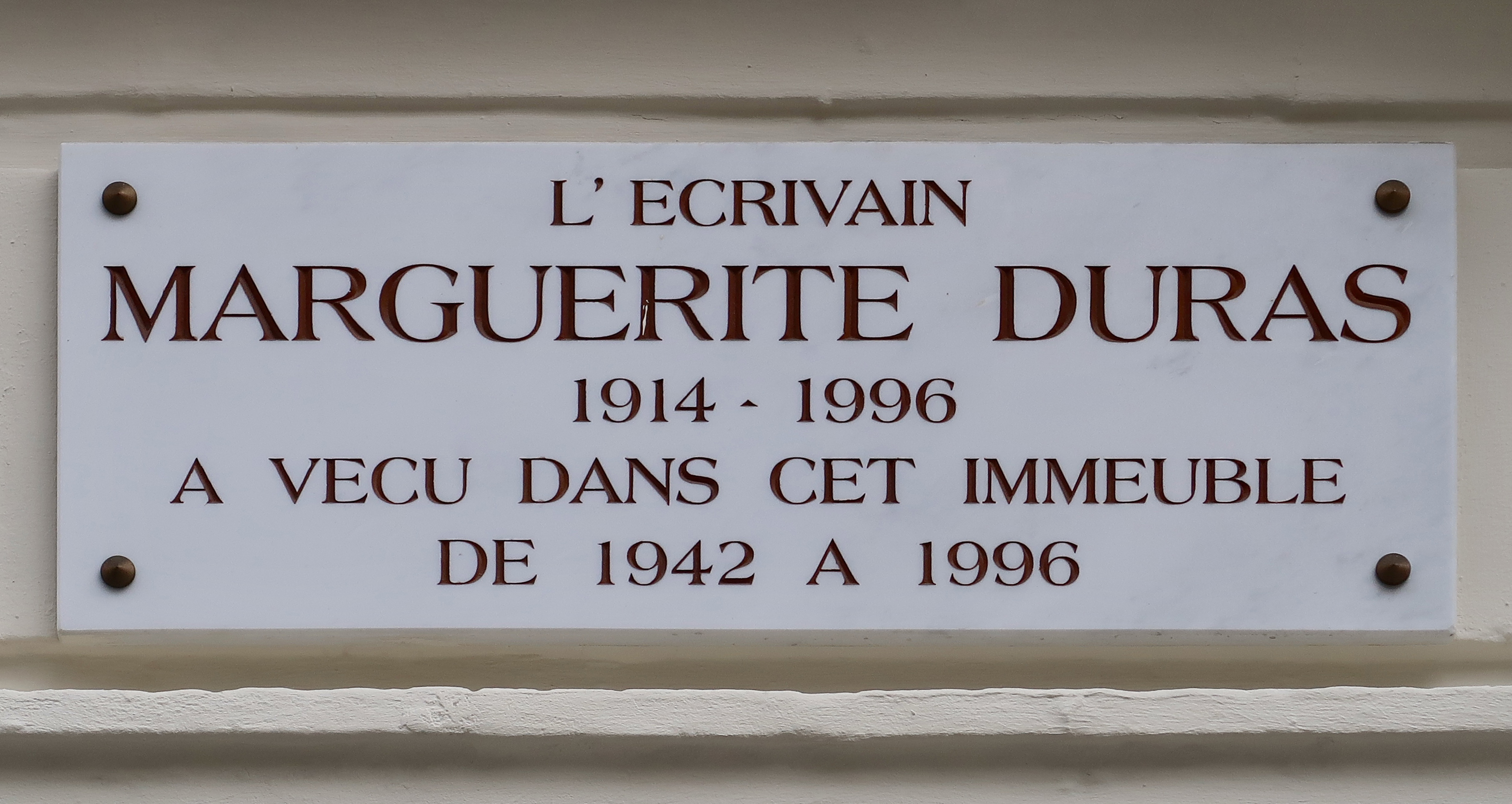
Plaque en hommage à Marguerite Duras.

- Aux nos 7 et 11 se trouve un hôtel cinq étoiles, le Bel Ami. L’établissement occupe les bâtiments de l’ancienne imprimerie- librairie de la Maison Quantin, éditrice de la Revue des Deux Mondes[4].
- Au no 11, au coin de la rue Guillaume-Apollinaire, se trouvait le théâtre du Bilboquet, qui avait également porté le nom « En bas de l'escalier[5] », transformé dans les années 1970 en bistro par le créateur de mode Jean Bouquin, couturier parisien de Brigitte Bardot, sous le nom d'Assiette au Beurre, avec comme chef de cuisine Michel Oliver, fils de Raymond Oliver. Le décor choisi était de style néo 1900 avec des céramiques de Sarreguemines. La façade est inspirée d’Hector Guimard, architecte connu principalement pour ses entrées du métro parisien. Les propriétaires ultérieurs du lieu ont conservé une partie de cette architecture. L'établissement s'appelle depuis 1999 Le Petit Zinc.

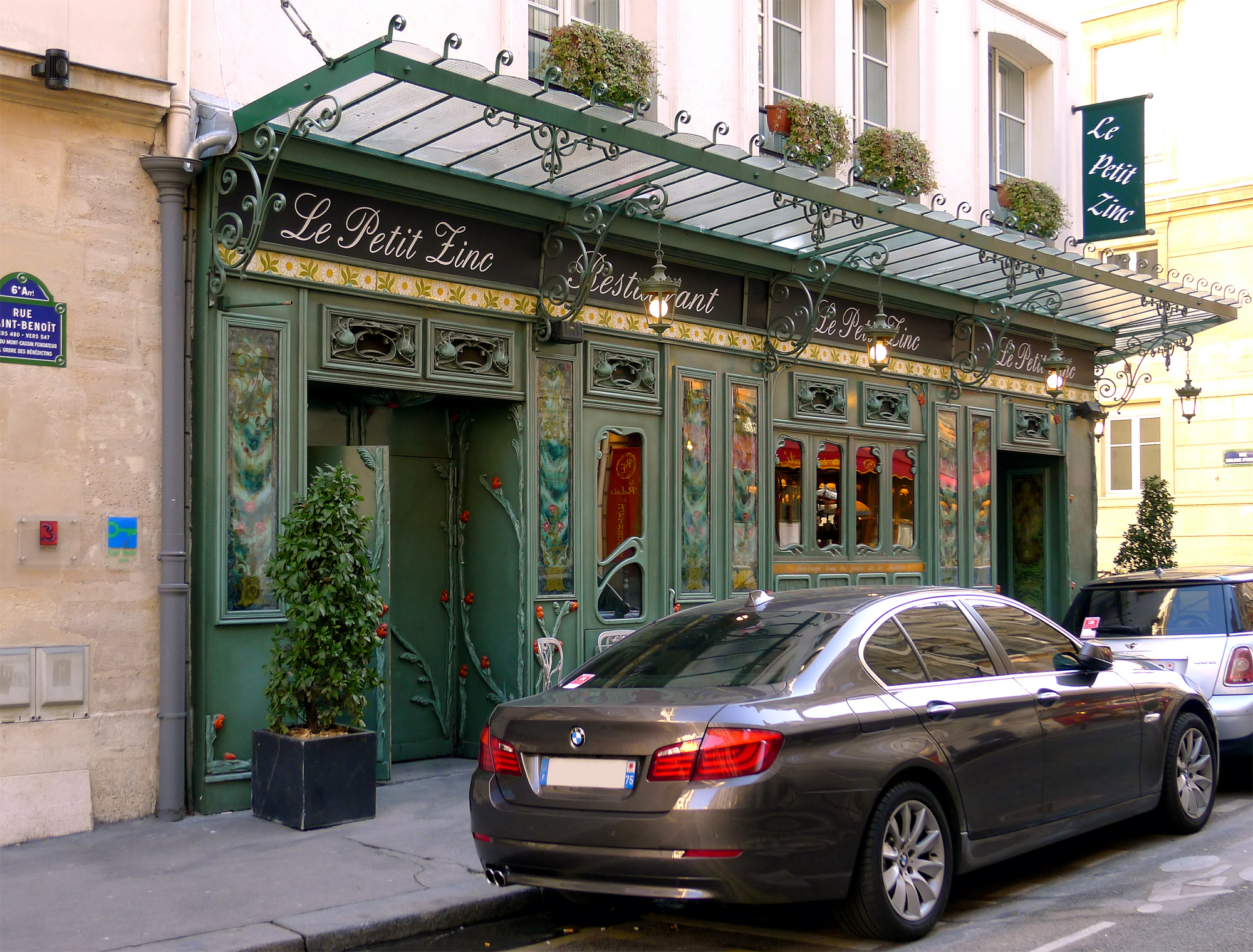
Le Petit Zinc (Art nouveau)
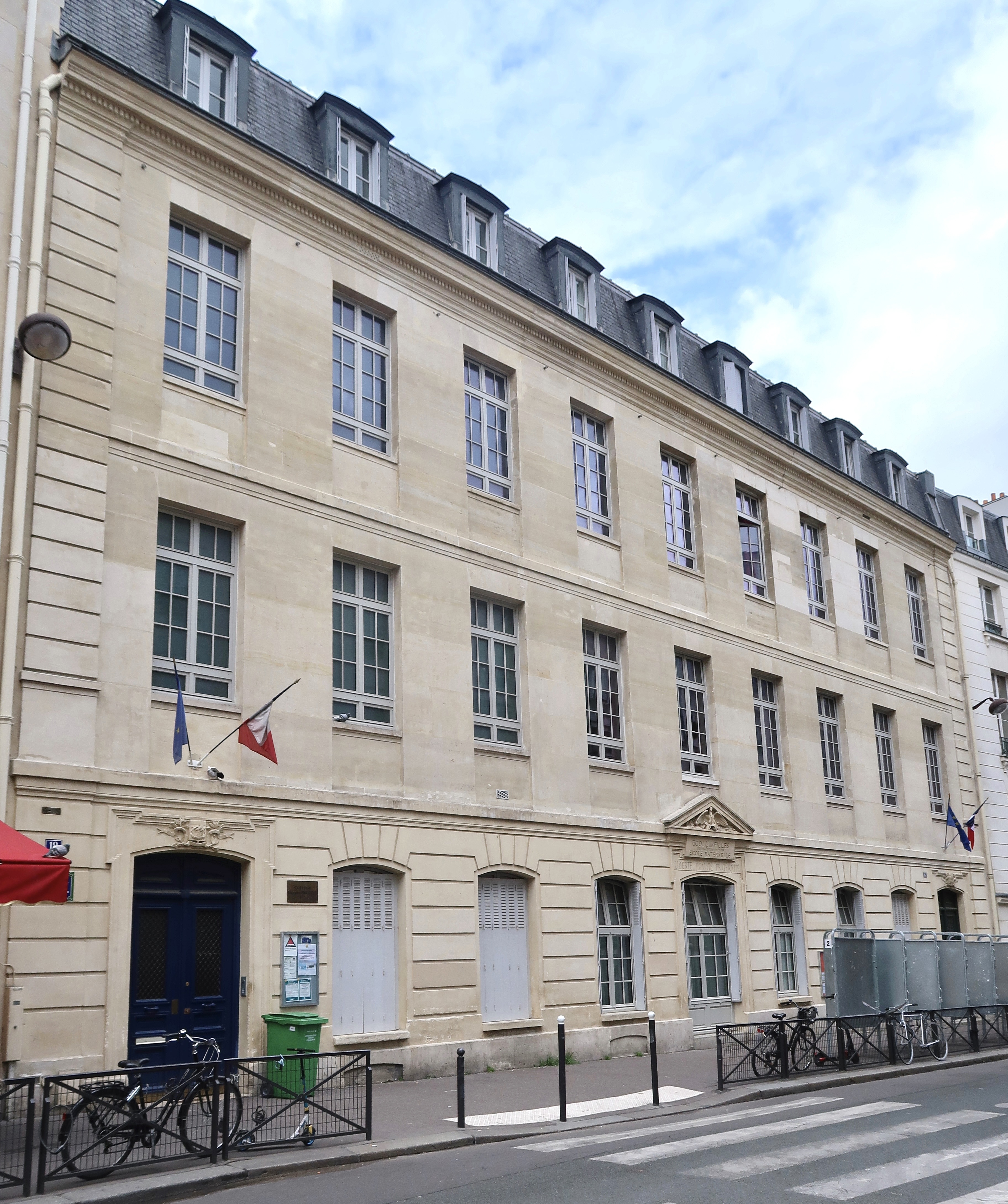
Collège Jacques-Prévert.
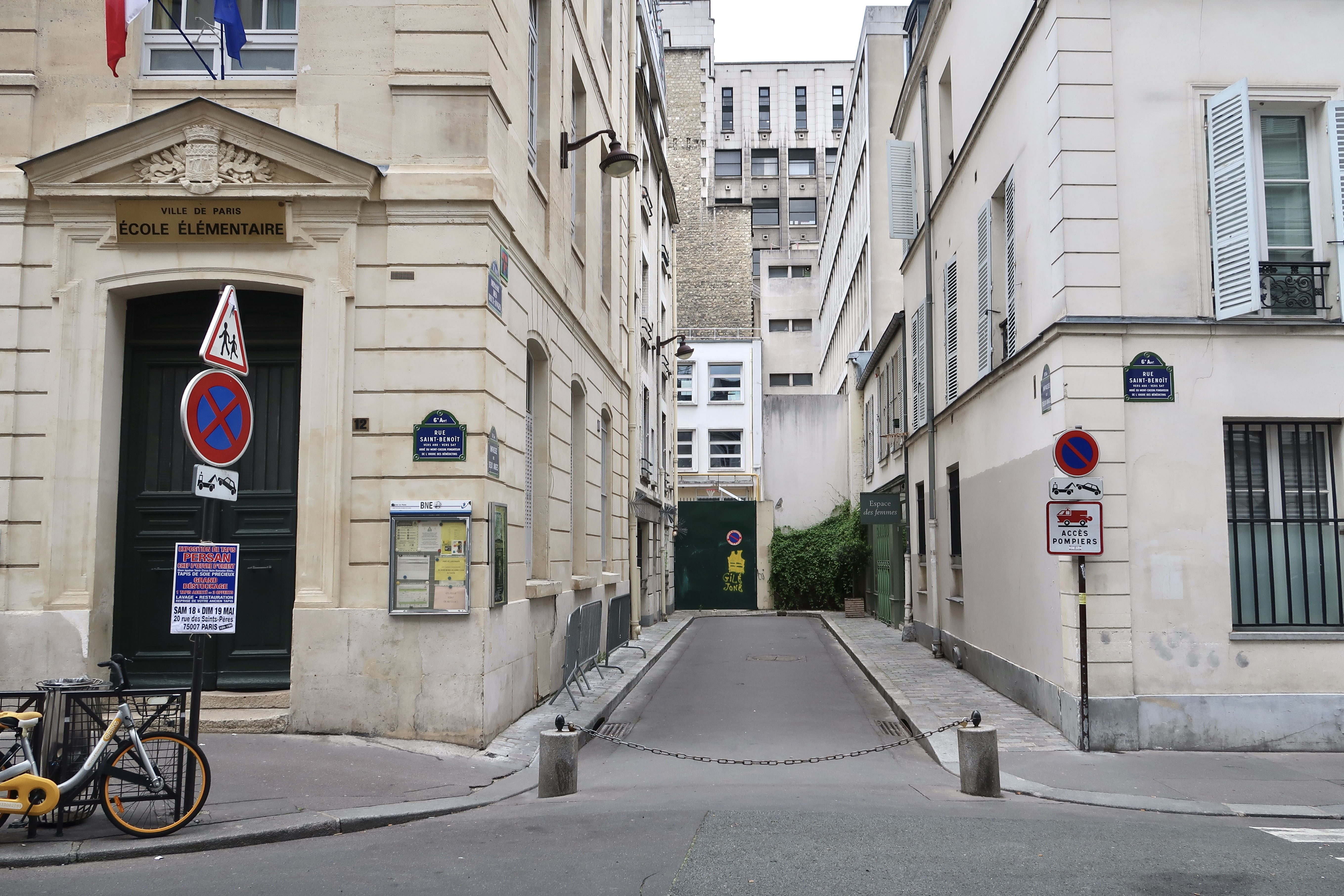
École élémentaire, bordée par l'impasse des Deux-Anges.
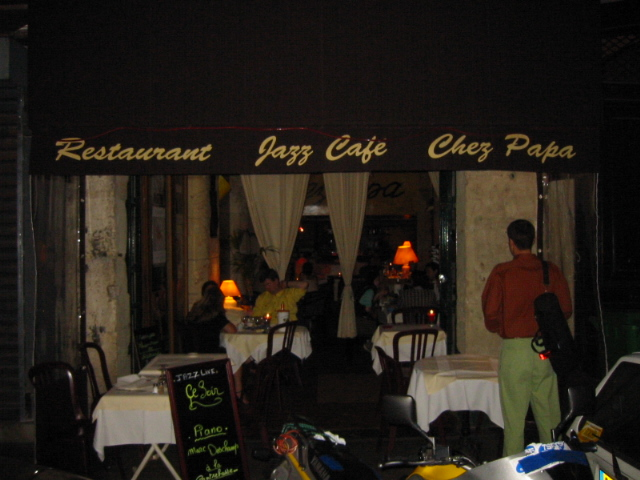
Restaurant-club de jazz Chez Papa.
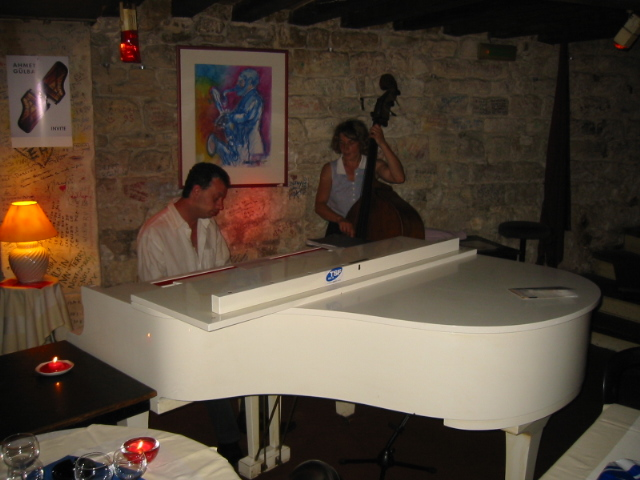
Chez Papa.

- Au no 12 se trouve une école élémentaire publique (ancienne école primaire de garçons) qui a été fréquentée par des enfants de personnalités notables du quartier dont certains sont devenus eux-mêmes des célébrités, comme Anthony Delon. Elle comporte 8 classes et sa directrice est Mme Parage[6].
- Au no 16 se trouve une école maternelle publique (ancienne école primaire de filles) qui compte 124 élèves[7].
- Au no 13 de cette rue, Le Club Saint-Germain, club de jazz, a été inauguré dans une atmosphère de folie avec plus de 1 000 personnes qui se pressaient à ses portes[8].
- Au no 18 se trouve le collège Jacques-Prévert[9]. Le collège comprend 360 élèves, dont 50 en SEGPA. Les élèves sont répartis en 12 divisions (trois 6e, trois 5e, trois 4e, trois 3e), et une Ulis.
- No 28 : Le Montana, un hôtel réaménagé en 2015 dans un style contemporain qui était, à l'époque existentialiste de Saint-Germain-des-Prés, un hôtel garni bon marché fréquenté par Boris Vian, Juliette Gréco et Annabel[10], future muse et épouse de Bernard Buffet.

## Musique
- 1973 : Maxime Le Forestier évoque la rue dans Février de cette année-là (« Mais loin des chroniques spectacle, Ferré chantait rue Saint-Benoît »).
- 2009 : Arielle Dombasle interpréte une chanson sur cette rue dans son album Glamour à mort.
- Léo Ferré évoque la rue dans sa chanson Saint Germain des prés, et Enrico Macias dans sa chanson Paris tu m'as pris dans tes bras.